# Belgia na Letnich Igrzyskach Paraolimpijskich 1996
Belgia na Letnich Igrzyskach Paraolimpijskich 1996 w Atlancie reprezentowało 37 zawodników. Reprezentacja Belgii zdobyła 24 medale: 8 złotych, 10 srebrnych i 6 brązowych.